# Gra podwójna mężczyzn w rackets na Letnich Igrzyskach Olimpijskich 1908
Rywalizacja w grze podwójnej mężczyzn w rackets na IV Letnich Igrzyskach Olimpijskich w Londynie trwała od 30 kwietnia do 1 maja. W turnieju startowało 6 zawodników – 3 deble z Wielkiej Brytanii. Złoty medal zdobyli John Jacob Astor i Vane Pennell, srebrny Cecil Browning i Edmond Bury, a brązowy Henry Leaf i Evan Noel. Rackets na igrzyskach olimpijskich rozgrywany był po raz pierwszy i ostatni.

## Klasyfikacja końcowa
| Miejsce | Zawodnik                        | Państwo         |
| ------- | ------------------------------- | --------------- |
| 1       | John Jacob Astor / Vane Pennell | Wielka Brytania |
| 2       | Cecil Browning / Edmond Bury    | Wielka Brytania |
| 3       | Henry Leaf / Evan Noel          | Wielka Brytania |

## Drabinka
|  |                               |                               |          |                               |                               |                            |                            |       |
|  | Półfinał                      | Półfinał                      | Półfinał |                               |                               | Finał                      | Finał                      | Finał |
|  | Półfinał                      | Półfinał                      | Półfinał |                               |                               | Finał                      | Finał                      | Finał |
|  |                               |                               |          |                               |                               |                            |                            |       |
|  |                               |                               |          |                               |                               |                            |                            |       |
|  |                               |                               |          | John Jacob Astor Vane Pennell | John Jacob Astor Vane Pennell | 4                          |                            |       |
|  |                               |                               |          | John Jacob Astor Vane Pennell | John Jacob Astor Vane Pennell | 4                          |                            |       |
|  | John Jacob Astor Vane Pennell | John Jacob Astor Vane Pennell | 4        |                               |                               | Cecil Browning Edmond Bury | Cecil Browning Edmond Bury | 1     |
|  | John Jacob Astor Vane Pennell | John Jacob Astor Vane Pennell | 4        |                               |                               | Cecil Browning Edmond Bury | Cecil Browning Edmond Bury | 1     |
|  | Henry Leaf Evan Noel          | Henry Leaf Evan Noel          | 2        |                               |                               |                            |                            |       |
|  | Henry Leaf Evan Noel          | Henry Leaf Evan Noel          | 2        |                               |                               |                            |                            |       |